# Oxcarbazepina
L'oxcarbazepina o oxcarbamazepina è un farmaco chimicamente correlato alla carbamazepina dalla quale deriva; differisce clinicamente da questa per il minor impegno metabolico a livello epatico e per la riduzione dei, se pur rari, fenomeni di grave anemia.
Pur con minori effetti collaterali della carbamazepina, l'oxcarbazepina mostra la stessa efficacia, lo stesso meccanismo d'azione sul canale Voltaggio dipendente del Na+ ed  è, inoltre, generalmente usata per il trattamento delle stesse condizioni patologiche.
Il farmaco è stato studiato dalla Novartis Pharmaceuticals Corporation ed è in commercio nel mondo, nelle formulazioni in compresse e sospensione orale, con i nomi commerciali: Alox; Apydan; Atoxecar; Aurene; Oxrate; Oxcazen; Tolep; Trileptal.
Solamente in Italia, sin dal 1994, è in commercio con il nome Tolep ed è disponibile solo in compresse.

## Storia
La sintesi è del 1965, la molecola è stato protetta da un brevetto Geigy del 24 09 1970: DE2011087.
È stato approvato per l'uso come anticonvulsivante per la prima volta in Danimarca nel 1990, in Spagna nel 1993, in Portogallo nel 1997, e infine per tutti gli altri paesi dell'UE nel 1999. È stato approvato negli USA il 23 maggio 2001 (NDA) 021285.

### In Italia
In Italia è in commercio dal 31.10.1994 con il nome di Tolep e come farmaco equivalente prodotto dalla Technigen.

## Caratteristiche strutturali e fisiche

### Sintesi del composto
Chimicamente l'oxcarbazepina è 10,11-diidro-10-oxocarbamazepina ed è simile alla carbamazepina; essa ha una sostituzione con il 5-carbossammide sul nucleo dibenzazepinico, tuttavia, è diverso il legame a ponte in posizione 10-11 e si differenzia pertanto dal carbamazepina per il diverso destino metabolico
.

### Reattività e caratteristiche chimiche
L'Oxcarbazepina è una polvere bianca/arancione debolmente cristallina. È scarsamente solubile in cloroformio, diclorometano, acetone e metanolo e praticamente insolubile in etanolo, etere e acqua. Il suo peso molecolare è 252,27

## Farmacocinetica

### Assorbimento
L'assorbimento per via orale è completo, inoltre non viene influenzato dalla presenza di cibo.

### Distribuzione
La distribuzione è alta in virtù della lipofilia della molecola; il suo volume di distribuzione è di 49 L.
Il legame con le siero proteine è di circa il 40%.

### Metabolismo
L'Oxcarbazepina è rapidamente ridotta dagli enzimi epatici nel suo metabolita 10-monoidrossi, MHD, che è il principale responsabile dell'effetto farmacologico. Il MHD è ulteriormente metabolizzato mediante coniugazione con acido glucuronico. Più piccole quantità (4% della dose) vengono ossidate nel metabolita farmacologicamente inattivo che è il 10,11-diidrossi (DHD).

### Eliminazione
Il 95% della dose somministrata è eliminata con le urine, con meno dell'1% in forma immodificata.
L'eliminazione fecale è inferiore al 4%. L'80% della dose eliminata è sotto forma di MHD glucoronide, il 27% MHD immodificato.

## Farmacodinamica
L'esatto meccanismo attraverso il quale oxcarbazepina esercita il suo effetto anticonvulsivante non è del tutto conosciuto, si sa però che l'attività farmacologica dell'oxcarbazepina avviene soprattutto attraverso il suo metabolita 10-monoidrossi (MHD).
Studi in vitro indicano il metabolita MHD provoca un blocco sui canali del sodio voltaggio-dipendenti, con conseguente stabilizzazione delle membrane neuronali ipereccitate, questa cosa comporta l'inibizione delle scariche neuronali ripetitive determinando come conseguenza una diminuzione della propagazione degli impulsi sinaptici.

## Usi clinici

### In label
Le indicazioni approvate da RCP sono solamente: Epilessia, crisi parziali con o senza generalizzazione secondaria; crisi generalizzate tonico-cloniche.

### Off-label
- Crisi da astinenza alcolica[7][8][9][10][11][12][13][14][15]
- Disturbo bipolare[16][17][18][19][20][21][22][23][24]
- Dolore neuropatico[22][25][26][27][28][29][30][31][32]
- Nevralgia del trigemino[22][33]

## Tossicologia
Il farmaco in opportuni test in vitro e in vivo non ha mostrato effetti genotossici e capacità mutagena.

In caso di sovradosaggio, non esiste antidoto, si richiede un monitoraggio del paziente in ambiente ospedaliero.

## Controindicazioni
Ipersensibilità al farmaco o alla carbamazepina o agli antidepressivi triciclici (TCA), precedenti di depressione midollare e blocco atrioventricolare, contemporaneo uso di IMAO.

## Effetti collaterali
Ai dosaggi consigliati le reazioni avverse sono modeste solitamente si presentano: astenia, vertigini, disturbi della memoria, cefalea, tremori, disturbi del sonno, parestesie; labilità psichica, tinnito, atassia, depressione, diplopia, ansia, perdita di peso, ipotensione posturale.
In virtù di una analogia strutturale con la carbamazepina si possono prevedere gravi reazioni.
Si segnalano casi di sindrome di Stevens-Johnson ed eruzioni cutanee.

## Dosi terapeutiche
Il dosaggio terapeutico ottimale va raggiunto gradualmente e va personalizzato per ogni paziente, le dosi sono:
- adulti: 600-1.200 mg/die (max 3.000 mg/die) in 2-3 dosi giornaliere;
- pediatria: non va usato prima dei 3 anni, manca l'esperienza negli altri casi.

### Sovradosaggio
Non esiste un antidodo specifico; il paziente va ricoverato in struttura ospedaliera dove verranno attentamente monitorizzate: i disturbi della conduzione cardiaca, i problemi respiratori e le anomalie elettrolitiche.

## Gravidanza e allattamento
Va evitato l'uso in entrambe le situazioni.

## Avvertenze
L'RCP indica la necessità di utilizzo sotto stretto controllo medico.
Si possono avere casi di diminuzione della natriemia.
Il cibo non determina una diminuzione dell'assorbimento del farmaco.
Ne pazienti in politerapia con più antiepilettici bisogna fare attenzioni alle possibili interazioni con: carbamazepina, fenitoina, valproato e lamotrigina. Inoltre interaggisce con: cimetidina, eritromicina, destropropossifene, felodipina.
In circa il 25% dei pazienti allergici alla carbamazepina si hanno fenomeni di allergia crociata.
Ogni modifica della crasi ematica, che va controllata durante la terapia, merita la sospensione della terapia; i sintomi premonitori delle alterazioni ematiche gravi sono: emorragie cutanee, ulcerazioni del cavo orale, febbre.

## Interazioni
Ci sono complesse interazioni tra antiepilettici e la loro tossicità che può aumentare senza un corrispondente aumento dell'attività antiepilettica. Tali interazioni sono molto variabili e imprevedibili e il monitoraggio plasmatico è spesso consigliabile specie con terapie di combinazione tra vari farmaci.
Le concentrazioni plasmatiche del metabolita attivo di oxcarbazepina possono essere ridotta dagli induttori degli isoenzimi del citocromo P450, come la: carbamazepina, fenitoina o fenobarbital.
L'oxcarbazepina sembra indurre gli enzimi epatici, in misura minore rispetto carbamazepina. Tuttavia, oxcarbazepina e il suo metabolita attivo inibiscono il citocromo P450 CYP2C19; e a dosi elevate può aumentare le concentrazioni plasmatiche di: fenobarbital o fenitoina.
L'oxcarbazepina e il suo metabolita hanno la capacità di indurre anche il citocromo P450 CYP3A4 e CYP3A5, con la conseguenza di ridurre le concentrazioni plasmatiche di farmaci come: la carbamazepina, i calcio-antagonisti diidropiridinici e i contraccettivi orali.

## Linee guida
La letteratura su oxcarbazepina è notevole; sono, infatti, 1106 i diversi lavori pubblicati presenti su Pubmed alla data di giugno 2010. Rilevante, inoltre, il fatto che sono ben 12 le Linee Guida che citano l'oxcarbazepina nel trattamento di diverse patologie, esse sono raggruppate per patologia:

### Epilessia
* Management issues for women with epilepsy--focus on pregnancy (an evidence-based review)
* Practice parameter update: management issues for women with epilepsy--focus on pregnancy (an evidence-based review)
* ILAE treatment guidelines: evidence-based analysis of antiepileptic drug efficacy and effectiveness as initial monotherapy for epileptic seizures and syndromes
* Efficacy and tolerability of the new antiepileptic drugs I
* Efficacy and tolerability of the new antiepileptic drugs II
* Efficacy and tolerability of the new antiepileptic drugs, I: Treatment of new-onset epilepsy
* Efficacy and tolerability of the new antiepileptic drugs, II: Treatment of refractory epilepsy
* Psychopharmacological treatment with lithium and antiepileptic drugs

### Nevralgia del trigemino
* Trigeminal neuralgia
* AAN-EFNS guidelines on trigeminal neuralgia management
* Practice parameter: the diagnostic evaluation and treatment of trigeminal neuralgia (an evidence-based review)

### LG Oxcarbazepine
* Clinical recommendations for oxcarbazepine